# Dietrich Zühlke
Dietrich Zühlke (* 18. April 1925 in Bischofswerda; † 11. Dezember 1983) war ein deutscher Geograph.

## Leben
Nach seiner Schulausbildung besuchte er ein Lehrerseminar, das er erfolgreich absolvierte. 1952 nahm er an der Universität Leipzig ein Studium der Geographie am Geographischen Institut Leipzig auf. Dort erwarb er 1956 den Abschluss als Diplom-Geograph.
Er wurde Assistent am Pädagogischen Institut in Dresden und schon bald zum Oberassistenten der späteren Pädagogischen Hochschule befördert. Zum 1. Januar 1958 wechselte er an die Deutsche Akademie der Wissenschaften nach Berlin, der späteren Akademie der Wissenschaften der DDR. Er war lange Zeit für die Arbeitsstelle der Kommission für Heimatforschung in Dresden tätig.
Dietrich Zühlke promovierte 1959 in Leipzig bei Edgar Lehmann zum Dr. rer. nat. Seine Dissertation trägt den Titel „Die Städte des Osterzgebirges. Historisch-geographische Untersuchungen unter besonderer Berücksichtigung von Einflußbereichen und Bedeutungsfindung kleinstädtischer Siedlungen“. 1981 legte Zühlke an der Martin-Luther-Universität Halle-Wittenberg seine Dissertation B vor, in der er seine bisherige Städteforschungen für die drei sächsischen Bezirke Dresden, Leipzig und Karl-Marx-Stadt zusammenfasste.
Zühlkes Grab befindet sich auf dem Friedhof in Dresden-Lockwitz.

## Werke (Auswahl)
Bleibende Verdienste erwarb sich Dietrich Zühlke mit der Bearbeitung der Reihe Werte der deutschen Heimat. Ab dem Erscheinen des Bandes 3 lieferte Zühlke in der Regel Fachbeiträge für diese traditionelle Reihe, die noch heute erscheint. Einige der Bände dieser Reihe gab er auch heraus oder war Mitherausgeber bzw. Bearbeiter, darunter die Bände 31 Zwischen Zwickauer Mulde und Geyerschem Wald. Ergebnisse der heimatkundlichen Bestandaufnahme in den Gebieten von Wildenfels, Lößnitz und Geyer (1978), Elbtal und Lösshügelland bei Meißen. Ergebnisse der heimatkundlichen Bestandsaufnahme in den Gebieten von Hirschstein und Meißen (1979) oder Um Olbernhau und Seiffen. Ergebnisse der heimatkundlichen Bestandsaufnahme in den Gebieten von Zöblitz, Olbernhau, Neuwernsdorf und Rübenau (1985, postum erschienen).

## Ehrungen
- 1957 Pestalozzi-Medaille für treue Dienste
- 1981 Johannes-R.-Becher-Medaille
- 1983 Johannes-Stroux-Medaille